# Râul Granitsiotis
Granitsiotis ( în Greacă Γρανιτσιώτης) este un râu situat în Grecia, cu obârșia în prefectura Euritania. Este afluent al râului Aheloos. Trece prin satul Granitsa.